# Heineken Open 2002
L'Heineken Open 2002  è stato un torneo di tennis giocato sul cemento.
È stata la 46ª edizione dell'Heineken Open,che fa parte della categoria International Series nell'ambito dell'ATP Tour 2002.
Si è giocato all'ASB Tennis Centre di Auckland in Nuova Zelanda,
dal 7 al 14 gennaio 2002.

## Campioni

### Singolare
Greg Rusedski ha battuto in finale  Jérôme Golmard con il punteggio di 6(0)–7, 6–4, 7–5

### Doppio
Jonas Björkman /  Todd Woodbridge hanno battuto in finale  Martín García /  Cyril Suk con il punteggio di 7–6(5), 7–6(7).